# Trichomanes guineense
Trichomanes guineense là một loài thực vật có mạch trong họ Hymenophyllaceae. Loài này được Afzel. ex Sw. miêu tả khoa học đầu tiên.